# Jean Besson (homme politique, 1948)
Pour les articles homonymes, voir Jean Besson et Besson.
Jean Besson, né le 1er juillet 1948 à Valréas (Vaucluse), est un homme politique français. Il est sénateur de la Drôme de 1989 à 2014.

## Biographie
Issu d’une famille de vignerons et de commerçants de Montbrison-sur-Lez dans la Drôme et après des études secondaires à Valence, Jean Besson devient fonctionnaire des PTT (Postes, Télégraphes, Téléphones) (1966-1985) puis agent général d'assurances chez Axa (1985-1991). Militant dès 1966 de la CFDT et de 1966 à 1970 du MRJC, il est en mai 68 un des animateurs à Paris de la grève la plus dure de l'histoire de La Poste puis responsable permanent d'un syndicat CFDT de 1973 à 1977, à ce titre, il participe activement à l'autre grande grève de La Poste de l'automne 1974.
Admirateur de Pierre Mendès-France, après  un court passage au mouvement Objectif 72 créé par Robert Buron, il décide de rejoindre le Parti socialiste SFIO en octobre 1968, cofondateur avec Georges Sarre de l’Association des Postiers Socialistes, en soutien au CERES de Jean-Pierre Chevènement. Il participe à la fondation du Parti socialiste à Épinay en 1971 et donne avec ses amis du CERES la majorité à François Mitterrand. La même année, à 22 ans, il est chef de file socialiste aux élections municipales sur la liste d'Union de la gauche conduite par Maria Doriath dans le douzième arrondissement de Paris et  battue au second tour avec 41,33% des suffrages contre 58,67% à la liste UDR soutenue par le Ministre de l’Intérieur Roger Frey.
À 28 ans, il est élu adjoint de Rodolphe Pesce, Maire de Valence, de 1977 à 1983, puis conseiller général de la Drôme, (canton de Rémuzat), de 1979 à 2004, vice-président du Conseil général de la Drôme de 1985 à 1992, conseiller régional de Rhône-Alpes (1986-1989) et (2004-2010), suppléant (1988-1993) d'Henri Michel, député PS de la Drôme. À partir de 1979, pour exercer ses mandats politiques il choisit de s'installer dans la commune de Sahune.
Au cours de ses trois décennies de mandats locaux, départementaux et régionaux, comme Conseiller général, Jean Besson a soutenu la construction des déviations routières de Nyons (1984) et de Les Pilles (1986), des ponts sur l’Eygues de Aubres (1985), de Villeperdrix (1996) et de Sahune (1998), l’aménagement du Lac du Pas des Ondes à Cornillon (1992), de la réintroduction du vautour fauve dans les Baronnies (1993); comme vice Président du Conseil général il a également contribué à la rénovation des châteaux de Grignan et de Suze-la-Rousse et à la création de la Médiathèque départementale et de la nouvelle Mairie de Nyons (1990); comme vice Président du Conseil régional, il a soutenu la rénovation du Lycée de Nyons (2010), la création de la liaison TER Nyons-Montelimar (2007), et l’installation longue et difficile (1997-2014) sur le territoire des Baronnies provençales, à cheval sur les départements de la Drôme et des Hautes-Alpes, d’un Parc naturel régional,.
Jean Besson a fondé en 1991 le Pays Drôme provençale avec Jean Mouton.
Jean Besson est élu Sénateur de la Drôme le 24 septembre 1989, réélu le 27 septembre 1998 et le 21 septembre 2008, inscrit au Groupe socialiste, Rapporteur du budget de l'énergie (1995-2002), Président du Groupe interparlementaire France-Chine (1998-2014), Membre de la Commission des Affaires étrangères, de la Défense et des Forces armées (2008-2014), Rapporteur du Budget de la diplomatie d'influence (2011-2014) et Administrateur de l'Institut français (2011-2014). En 2001, candidat soutenu par la majorité «rocardo-jospiniste» du PS au poste très convoité de Questeur du Sénat, il est battu par le candidat mitterrandiste Michel Charasse. Âgé de 66 ans, il ne se représente pas aux élections sénatoriales de septembre 2014; après ses 25 années de mandat, il devient le 1er octobre 2014 Membre honoraire du Parlement.
Président d'Energie SDED (1991-2020). Vice-président de la Fédération nationale des collectivités concédantes et régies (FNCCR) (1991-2020) puis Membre honoraire de son Conseil d’Administration (2021). Administrateur de Gaz de France (GDF) (1999-2004) en qualité de représentant de l’État , d'ERAI (Entreprises Rhône-Alpes International) (2006-2015) et de Cités unies France (CUF) (2010-2020).
Jean Besson est vice-président du conseil régional de Rhône-Alpes de 2004 à 2010, délégué aux affaires européennes et aux relations internationales et de 2011 à 2016 Président du Comité régional du tourisme Rhône-Alpes " Rhône-Alpes Tourisme".
Syndicaliste CFDT et socialiste autogestionnaire mais non marxiste dans les années 1968-1978, il se déclare, dès 1979, social-démocrate et fédéraliste européen, se situant franchement au Centre gauche. Lors des quatre décennies qui ont suivi, Jean Besson a toujours apporté lors des Congrès socialistes son soutien aux motions «réformistes» déposées par les amis de Pierre Mauroy, Lionel Jospin, Michel Rocard puis François Hollande.
Aux élections présidentielles de 2017, Jean Besson a voté dès le premier tour pour Emmanuel Macron mais a maintenu son adhésion au Parti Socialiste; en septembre 2022, il apporte son soutien au Manifeste de Bernard Cazeneuve «pour une gauche sociale-démocrate, républicaine, humaniste et écologique ».

## Mandats locaux
- Conseiller municipal de Valence (1977-1983).
- Adjoint au maire de Valence (1977-1983).
- Conseiller général du Canton de Rémuzat (1979-2004).
- Président du SIVOM (Syndicat Intercommunal à vocations multiples) de la Région de Rémuzat (1983-1995).
- Président du Syndicat intercommunal d'énergies de la Région de Rémuzat (1983-2014).
- Vice-Président du Conseil général de la Drôme (1985-1992).
- Conseiller régional Rhône-Alpes (1986-1989), (2004-2010).
- Président du Syndicat d'aménagement des Baronnies (1987-1992).
- Président du Syndicat départemental d'énergies de la Drôme, Energie SDED, (1991-2020).
- Vice-Président du Conseil régional Rhône-Alpes (2004-2010).

## Mandats nationaux
- Sénateur de la Drôme (1989-1998), (1998-2008), (2008-2014).

## Publications
- Articles dans La Tribune[22] de 1967 à 1971  et dans "Drôme-Demain-La Volonté socialiste[23] de 1971 à 1973.
- Directeur de publication de "Valence, aujourd'hui, demain"[24], de "Energie SDED, la lettre"[25] et de "À propos"[26]
- Rapports au nom de la Commission des affaires économiques du Sénat sur l'énergie de 1995 à 2002[27]
- Rapports au nom de la Commission des affaires étrangères, de la défense et des forces armées du Sénat de 2008 à 2014[28].

## Préfaces
- Patrick Ollivier-Elliot, "Les Baronnies, mode d'emploi d'un fragment de paradis", Édisud, 1986
- Raoul Pays, "Histoire de Curnier en Baronnies", Plein-Cintre Éditions, 1990
- Serge Billard, Pierre Barrachant, "Un Marquis de campagne", Éditeur Les Mimosas, 2003
- Freddy Martin-Rosset, "L'itinéraire politique drômois de Marius Moutet: Il était une fois 5000 paysans idéalistes...", Éditions de l'OURS, Paris, 2012
- Jacques Suscillon, "Fortunes rhodaniennes", Librairie Notre Temps, Valence, 2014
- Annie Friche, Alexandre Vernin, "L'Abbé Van Damme. Rémuzat et les Baronnies", La Revue drômoise, septembre 2014
- Philippe Bouchardeau, "Sur terre, dans les airs et sur l'eau", Mémoire de la Drôme, 2015

## Distinctions
- Chevalier de la Légion d'honneur en 2015[29]
- Chevalier de l'ordre national du Mérite[30]  en 1987
- Médaille d'honneur régionale, départementale et communale, or[31]
- Colonel de la réserve citoyenne de la Gendarmerie nationale[32]